# En route pour l'aventure
En route pour l'aventure est un jeu télévisé français diffusé à partir de 1988 sur La Cinq dans le cadre de Youpi ! L'école est finie. Il s'agit d'un jeu d'aventure dont les participants sont des enfants, adapté du jeu La Porte magique. L'émission est présenté par Michel Robbe puis par Pierre-Arnaud Juin.
La boisson Banga est le sponsor du jeu, dont le titre est une déclinaison du slogan de la marque (« En route vers l'aventure »). Le générique reprend également la musique des publicités de Banga, composée par Richard Gotainer.
L'objectif des participants est de récupérer un totem après une série d'épreuves et l'enjeu est un voyage à Disney World[réf. souhaitée].